# Centistes semiruficus
Centistes semiruficus är en stekelart som beskrevs av Sergey A. Belokobylskij 1992. Centistes semiruficus ingår i släktet Centistes och familjen bracksteklar. Inga underarter finns listade.